# Excalibur (Film)
Excalibur (auch: Excalibur – Das Schwert des Königs) ist ein Fantasyfilm des britischen Regisseurs John Boorman aus dem Jahr 1981. Der Film behandelt die Artus-Legende, basierend auf dem Roman Die Geschichte von König Artus und den Rittern seiner Tafelrunde von Thomas Malory aus dem 15. Jahrhundert. Der Film war einer der erfolgreichsten Fantasy-Filme der 1980er-Jahre und kann als stilistisches Vorbild vieler weiterer bekannter Werke wie der Verfilmungen von Der Herr der Ringe und Die Chroniken von Narnia genannt werden.

## Handlung
Lange schon herrscht Krieg um die Vormacht im Lande. Uther Pendragon, der mit seiner Streitmacht gegen den Herzog von Cornwall kämpft, kommt der Zauberer Merlin zu Hilfe, indem dieser ihm das magische Schwert Excalibur übergibt, „geschmiedet als die Welt noch jung war, als Vogel, Tier und Pflanze eins waren mit dem Menschen“. Wegen seiner Legitimation als Besitzer des mythischen Königsschwertes und der großzügigen Überlassung weiter Landstriche an seinen Gegner verspricht ihm der Herzog Gefolgschaft. Uther kann König sein, der Friede ist geschlossen.
Beim Feiern dieses Friedensschlusses auf der Burg des Herzogs tanzt dessen attraktive Frau Igerne vor den Gästen. Uther wird von heftigem Verlangen nach ihr ergriffen, so dass er sogleich offen und wütend zeigt, dass er willens ist, dem Gastgeber seine Frau streitig zu machen. Um die Frau zu rauben, greift er kurz darauf die herzogliche Burg mit seinen Kriegern und Belagerungswaffen an. Als Merlin im Kriegslager vor der Burg auftaucht und Uther von ihm fordert, ihm Zugang zu der Frau zu verschaffen, hat Merlin, der kurz widerstrebt, eine augenblickhafte Vision. Deshalb findet er sich bereit, zu bewerkstelligen, was Uther verlangt. Uther jedoch muss Merlin schwören: „Was geboren wird aus deines Fleisches Lust, soll mir gehören.“ Nachdem Uther dies blind vor Gier geschworen und den Schwur feierlich im Namen Excaliburs bekräftigt hat, sorgt Merlin dafür, dass Uther, während Cornwall zu einem Ausfall seine Burg verlassen hat, die Gestalt des Herzogs annimmt, über den See reitet („der Atem des Drachen wird dich hinübertragen“) und unerkannt in die Burg gelangt. Igerne fügt sich der Forderung ihres vermeintlichen Gatten nach Sex; lediglich ihre Tochter Morgana durchschaut den Zauber und erkennt Uther. Unterdessen stürzt der Herzog im gegnerischen Lager vom Pferd, fällt in mehrere aufgestellte Lanzen und stirbt.
Tatsächlich geht, wie von Merlin vorhergesehen, aus dieser Beiwohnung ein Kind hervor. Neun Monate später kommt Merlin zu der inzwischen Uther unterstellten Burg und verlangt das Kind. Hin- und hergerissen zwischen Merlins nachdrücklicher Forderung und dem Widerstand der Mutter, überreicht Uther Merlin das Baby. Während er Merlin, der das Kind davonträgt, hinterher reitet, um ihm seinen Sohn wieder abzunehmen, gerät Uther im Wald in einen Hinterhalt. Schwer verwundet flieht er – zu Fuß nur noch – Merlin hinterher. Verfolgt von den Angreifern ruft Uther nach Merlin und bittet, ihn in einen magischen Nebel zu hüllen. Als Uther stattdessen die Verfolger nahen und zugleich sein Leben schwinden sieht, gibt er seinem letzten Willen die Worte „Niemand soll das Schwert besitzen, niemand soll Excalibur tragen – außer mir!“ und stößt die Klinge mit letzter Kraft bis zur Hälfte ihrer Länge in einen Felsen, aus dem es keiner der Verfolger herauszuziehen vermag.
Von nun an gilt: Wer das Schwert aus dem Stein zieht, soll König sein. Nach Jahren wird wieder ein Ritterturnier durchgeführt, dessen Gewinner einen Versuch wagen darf. Uthers Sohn Artus ist von einem Ziehvater als dessen eigener Sohn aufgezogen worden; als Artus das Schwert seines Ziehbruders holen soll, es aber nicht findet, läuft er zu Excalibur und zieht es ohne Mühe aus dem Stein. Die Leute sind verblüfft, Artus stößt das Schwert wieder in den Felsen und zieht es zum zweiten Mal heraus. Sein Ziehvater gesteht ihm nun, dass Merlin Artus als Säugling zu ihm brachte. Die Anwesenden sind uneins über die Frage, ob Artus ihr König sei, und so bricht ein Krieg zwischen den Parteien aus. Artus wird jetzt von Merlin unterwiesen: „Wenn du schwach bist, wird das Land zugrunde gehen, wenn du stark bist, wird das Land blühen und gedeihen.“ Der Drache „ist überall und in allem zu finden“, woraus Artus folgert: „Excalibur – das Schwert ist auch ein Teil des Drachen.“ So unterrichtet, überwindet er seinen anfänglichen Mangel an Selbstvertrauen und reitet zu der belagerten Burg seiner Anhänger. Aufgrund seines heldenhaften Einsatzes bei der Entsetzung der Burg zieht er schnell die bewundernden Blicke der schönen Guenevere auf sich. Artus kann Urien, dem Anführer der Angreifer, dessen Schwert entreißen und bietet ihm an, sich ihm, dem wahren König, zu unterwerfen. Urien wendet ein, Artus sei nur ein Knappe – da reicht ihm Artus Excalibur und fordert seinen verblüfften Gegner auf, ihn zum Ritter zu schlagen. Urien kommt dem nach und unterwirft sich Artus.
Jahre später: Artus, König von England, begegnet einem Ritter in silberner Rüstung, der eine Brücke nicht freigeben will. Artus fordert ihn zum Duell um die Freigabe der Brücke heraus. Der Fremde, der sich als „Lancelot, ein Ritter von jenseits des Meeres“ (d. h. aus Frankreich) vorstellt, ist Artus jedoch im Kampf überlegen. Um dennoch zu siegen, ruft Artus angesichts der drohenden Niederlage sein Schwert an: „Excalibur! Steh’ mir bei mit deiner Macht!“ Durch den folgenden Schwertschlag verliert Lancelot das Bewusstsein, Excalibur zerbricht jedoch auf dessen Rüstung. Artus erkennt, dass dies die Strafe dafür ist, dass er auf eigensüchtige Weise den Sieg über den edlen und fair kämpfenden Lancelot erzwingen wollte und ist enttäuscht von seinem eigenen Handeln („Mein Stolz hat es zerbrochen“). Bedingt durch diese Reue erneuert die Herrin vom See das Schwert. Der wieder zu Bewusstsein gekommene Lancelot schließt sich Artus an, der ihn zu seinem ersten Ritter macht. Als später das Land befriedet ist, verkündet Merlin den Rittern: „Seid euch dieses Augenblicks bewusst! … Es ist ein Freudentag! Bewahrt ihn immer in eurem Herzen! Denn in dieser Stunde seid ihr alle eins!“ Artus begründet die Tafelrunde. Doch wenig später kommt das erste Moment der Zwietracht auf, als Lancelot Guenevere sieht und beide sich auf den ersten Blick ineinander verlieben. Wie vorgesehen heiratet indes Artus seine Braut. Unterdessen gesteht Merlin Morgana: „Die Tage sind gezählt für Menschen, wie wir es sind. … Es ist eine Welt, in der für uns kein Platz mehr ist.“ - Immer häufiger bleibt Lancelot nun der Tafelrunde fern, bringt aber von einem seiner Ausflüge den jungen Parsifal mit nach Artus’ Burg Camelot, wo Merlin mahnt: „Das Gute und das Böse – niemals wird es das eine ohne das andere geben.“ Tatsächlich behauptet Gawain in der Tafelrunde: Lancelot „bleibt uns fern, weil dein Weib ihn begehrt.“ Unterdessen kämpft Lancelot im Wald gegen einen Ritter, der er selber ist, und zieht sich auf der linken Leibseite eine Verletzung zu. Zur Ehrenrettung der Königin erscheint er auf Camelot und besiegt Gawain im Zweikampf, der ausruft: „Die Königin ist unschuldig!“ Dennoch treffen und lieben sich Lancelot und Guenevere bald darauf im Wald. Als Artus sie schlafend beieinander findet, rammt er Excalibur zwischen beide in den Boden. Damit ist „der König ohne Schwert“. – Inzwischen gelingt es Artus’ Halbschwester Morgana, Merlin den Zauberspruch zu entlocken. Sie bannt Merlin mit seinem eigenen Spruch in einen Eiskristall. Danach verzaubert sie Artus, der glaubt bei Guenevere zu sein, und empfängt von ihm einen Sohn. In der Folge wird Artus krank, dem ganzen Land geht es schlecht. Nur der heilige Gral kann jetzt noch helfen. Artus schickt die Ritter der Tafelrunde aus, um den Gral zu finden.
Viele Jahre suchen die Ritter. Parsifal stößt dabei auf einen reitenden, spöttisch lachenden Knaben in goldener Rüstung, der ihn scheinbar zu dem Gral bringen kann. Doch der Junge ist Mordred, der Sohn Morganas und Artus’, der letztlich befiehlt, dass Parsifal an einen Baum gehängt wird, an dem bereits zahlreiche tote Ritter der Tafelrunde hängen. Dem Tode nahe hat Parsifal eine Vision: Er betritt eine Zugbrücke und sieht den Gral, der über einer Treppe schwebt. Eine Stimme fragt: „Was ist das Geheimnis des Grals? Wem dient der Gral?“ Da reißt der Strick, an dem Parsifal hängt, und er stürzt zu Boden.
Wieder vergehen Jahre, Mordred ist jetzt ein junger Mann, seine Mutter legt ihm einen goldenen Harnisch an: „Kein Speer, kein Dolch, … keine Waffe von Menschenhand geschmiedet wird dich verletzen können, solange du diese Rüstung trägst.“ So ausgestattet, begibt sich Mordred nach Camelot und erklärt seinem Vater: „Ich bin gekommen, um zu nehmen, was mein ist.“ Artus jedoch entgegnet: „Ich kann dir das Land nicht geben, nur meine Liebe.“ Sein Sohn erklärt ihm daraufhin den Krieg. Nach einer zweiten Todeserfahrung – bei der er im Fluss fast ertrinkt – schaut Parsifal erneut den Gral, die Stimme fragt: „Was ist das Geheimnis des Grals? Wem dient der Gral?“ Parsifal antwortet: „Dir, mein König.“ Die Stimme fragt: „Wer bin ich?“ Parsifal antwortet: „Du bist mein Herr und König, du bist König Artus!“, worauf die Stimme fragt: „Hast du das Geheimnis gefunden, das ich verloren habe?“ Parsifal antwortet: „Ja! Du und das Land, ihr seid eins!“ Schließlich erreicht Parsifal Camelot und labt Artus aus dem Gral: „Trink aus dem Kelch und du wirst wiedergeboren.“ Artus trinkt und kommt wieder zu Kräften: „Ich wusste nicht, wie leer meine Seele war bis zu diesem Augenblick.“ Er sucht zunächst Guenevere im Kloster auf; sie gibt ihm Excalibur, das sie all die Jahre aufbewahrt hat. Sodann zieht er mit einer kleinen Schar ihm treu Gebliebener gegen die Truppen seines Sohnes in den Kampf. Vor der Schlacht erscheint ihm Merlin, der nur noch als Traum existiert: „Es gibt andere Welten, in diese Welt gehöre ich nicht mehr.“ Auch andere Ritter der Tafelrunde träumen in dieser Nacht von Merlin. Nach seiner Ankündigung, er sei „ein Traum für manche, ein Albtraum für andere“, erscheint Merlin auch in Morganas Traum und bringt sie dazu, Nebel zu erzeugen, der ihr all ihre Zauberkraft entzieht. Ihr eigener Sohn sieht sie jetzt als das alte, verschrumpelte, fast zahnlose Weib, das sie tatsächlich ist, schlägt sie nieder und erwürgt sie. Im Nebel sieht Artus seine Chance und greift an. Auch Lancelot kämpft noch einmal für Artus, niederschlagend, was sich ihm an Gegnern in den Weg stellt; schließlich findet ihn Artus gekrümmt am Boden: „Es ist die alte Wunde, mein König, sie ist nie verheilt.“ Am Ende sind nur noch Artus, Parsifal und Mordred übrig, der mit den Worten: „Komm, Vater, umarmen wir uns endlich!“ seinen Vater mit der Lanze durchbohrt. Artus durchdringt mit Excalibur seines Sohnes goldenen Harnisch und tötet ihn.
Der schwerverletzte Artus erteilt Parsifal den letzten Auftrag: „Nimm Excalibur! Wirf dieses Schwert in ein tiefes Wasser, in einen stillen, tiefen See hinein!“ Parsifal kehrt rasch zurück und bedeutet seinem König, dass er es nicht konnte, doch Artus beharrt darauf: „Tu, was ich dir befohlen habe! Eines Tages wird ein König kommen und das Schwert wird wieder aus der Tiefe aufsteigen.“ Beim zweiten widerwilligen Versuch, es ins Wasser zu werfen, taucht die Herrin vom See auf und nimmt Excalibur entgegen. Als Parsifal erneut den sterbenden Artus sucht, sieht er ihn auf einem Boot liegend mit drei weißgekleideten Frauen segeln – die Reise nach Avalon.

## Vorlage
Die Artussage wurde über die Jahrhunderte immer weiter geschrieben, immer neue Personen und Handlungen wurden eingefügt. Der Film hat als Grundlage die quasi aktuellste Version aus dem Jahr 1470 von Thomas Malory. Zur Vereinfachung werden die drei Personen Morgana, Morgause und Nimue hier aber zu einiger einzigen, Morgan le Fay, zusammengefasst.

## Inszenierung

### Kamera und Montage
Recht häufig werden distanzierte Einstellungen verwendet, wie die Totale. Großaufnahmen sind selten. Selbst bei Dialogen kommen eher Einstellungsgrößen wie Halbtotale und Halbnah vor. Hiermit wird, der Romanvorlage folgend, der epische Charakter des Films betont.
Excalibur erinnert in der Bildkomposition an die Malerei der Romantik. Dieser Eindruck wird neben den Einstellungsgrößen auch durch Ausstattung (s. u.) hervorgerufen. Zudem sind alle Bilder streng zentralperspektivisch orientiert. Eine Verkantung der Kamera, die in anderen Filmen Boormans häufig vorkommt, wird nicht eingesetzt. Bei den Schlachtszenen findet die Handlung auf mehreren Ebenen statt (Vordergrund, Mitte, Hintergrund).
Größere Bewegungen werden meistens durch Schnitte dargestellt. Fahrten und Schwenks setzt Boorman nur in sehr wenigen Szenen ein. Dann wird die besondere Dramatik der entsprechenden Bewegung betont. In diesen Szenen folgt die Kamera den Bewegungen der Figur, etwa beim Tanz Igraynes in der Burg Tintagel. In einer anderen Szene wird Parzival von Mordred verspottet, er kann ihn nicht finden. Die Desorientierung Parzivals im dichten Wald wird durch mehrfache schnelle Schwenks demonstriert.
Meistens bewegen sich die Figuren innerhalb des Bildraumes. Ausnahmen kommen selten vor. Sie betonen die jeweiligen Handlungsweisen der Figuren. Als Uther beispielsweise über das Meer zur Burg Tintagel reitet, bewegt er sich zunächst aus dem Bild hinaus und dann wieder in eine andere Einstellung hinein. Hierdurch wird die von Merlins Magie hervorgerufene Verwandlung betont. Sie wird noch durch das Stilmittel der Überblendung verstärkt, wenn der Helm Uthers (lange „Schnauze“) plötzlich zum Helm des Herzogs von Cornwall wird (kurze „Schnauze“).
In manchen Szenen ist die Bewegung der Figuren mit der Blickachse des Zuschauers deckungsgleich: In der Burg Tintagel läuft der in den Herzog verwandelte Uther direkt auf die Kamera zu. Hiermit wird seine Entschlossenheit gezeigt, unbedingt zu Igrayne zu gelangen. In einer Szene mit entgegengesetzter Wirkung geht Merlin mit dem jungen Artus im Arm in das Bild hinein. Er ist damit der aktuellen Wahrnehmung der Zuschauer entzogen. Mit dieser Szene endet auch die Vorgeschichte.
Von den eingesetzten Schnittformen sind Parallelmontagen – eigentlich Chiasmen – besonders auffällig. In der Vorgeschichte wird gezeigt, wie Uther und Igrayne miteinander sexuell verkehren und Uther schließlich zum Höhepunkt kommt und dabei vor Lust stöhnt. Diese Szene wird mehrmals unterbrochen durch eine Szene, in der der sterbende Herzog von Cornwall fast in derselben Position wie Uther gezeigt wird. Er stöhnt aber vor Schmerz und haucht schließlich sein Leben aus. Durch diese Parallelisierung wird die Verbundenheit von Leben und Tod gezeigt.
Daneben verwendet Boorman in diesem Film zahlreiche visuelle Metaphern, deren Bedeutung allerdings offensichtlich ist. So steht ein überreich mit Nahrungsmitteln gedeckter Tisch in der Burg Camelot für den Überfluss im Land in der glücklichen Zeit. Im Schwerttraum Lancelots kämpft er gegen sich selbst und verletzt sich selbst, als seine Liebe zu Guenevere und seine Treue zu Artus aufeinanderprallen. Das Zerbrechen der Tafelrunde wird durch das gleichzeitige Auseinandergehen der Ritter symbolisiert.

### Licht und Farbgestaltung
Die Außenszenen bei Tag sind gut ausgeleuchtet und sollen das reale Licht simulieren. Um die satte grüne Farbe des Waldes zu erreichen, setzte Boorman teilweise grüne Scheinwerfer ein. Dies gibt dem Wald eine „ätherische, magische Beschaffenheit“, wie Steven D. Segal von Mediascreen schreibt.
Bei den Nachtszenen setzt Boorman viel Rauch und Nebel ein. Diese Szenen sind im Allgemeinen viel heller ausgeleuchtet, als dies dem natürlichen Licht entsprechen würde. Dies wird von der Handlung her teilweise durch Feuer erklärt.
Bei den Innenszenen kam es darauf an, die Beleuchtung von Räumen zu simulieren, in denen kein elektrisches Licht vorhanden war. Diese Art der Beleuchtung entspricht am ehesten dem „Low-Key-Stil“ mit tiefen Schatten und unregelmäßig ausgeleuchteten Stellen.
Sehr auffällig in diesem Film ist die Verwendung einer Grundfarbe, welche die meisten Szenen eines Aktes dominiert.
1. Vorgeschichte: Rot, Feuer und Flammen. Die Assoziationen mit dieser Farbe sind: Kampf, Wut, Begierde
2. Aufstieg Artus’: Grün, Natur im Frühling. Die Assoziationen sind: Frieden, Hoffnung, Wohlstand des Landes
3. Fall und Tod Artus’: Braun, Natur im Herbst. Assoziationen: Tod, „Siechtum“, „Pestilenz“.

Dabei handelt es sich allerdings nur um eine jeweils vorherrschende Farbe. Die Verwendung je einer dieser Farben wird nicht vollständig durchgehalten, wenn dies zum Beispiel aus dramaturgischen Gründen nicht möglich ist.
Die Farben stehen sowohl für den Zustand des Landes als auch für das Befinden der Helden Uther und Artus. Ein Beispiel hierfür ist die Szene, in der Artus mit seinem Gefolge zur Schlacht gegen Mordred ausreitet: Zunächst reiten sie in einer herbstlichen Landschaft, dann tauchen plötzlich erste grüne Knospen auf, schließlich reiten sie durch eine Wiese mit blühenden Obstbäumen. Was auf den ersten Blick wie ein klassischer Continuity-Fehler aussieht, hat im Licht der oben dargestellten Farbsymbolik durchaus Sinn. Denn das Geheimnis des Grals lautet ja: „Der König und das Land sind eins.“ So wie Artus sich von seinem Siechtum erholt, nachdem er aus dem Gral getrunken hat, so wird auch das unfruchtbare Land wieder fruchtbar und grün.

### Ausstattung
Die Landschaftsaufnahmen und besonders die scheinbar unberührten Wälder sind sehr aufwendig gestaltet. Das satte Grün in diesen Szenen wurde durch Scheinwerfer mit grünem Licht erreicht (s. o.). Hiermit wird die Bedeutung der Natur für den Film betont.
Bei den Schlachtszenen werden sehr viele Spezialeffekte eingesetzt. Beispielsweise wird gezeigt, wie ein Arm eines Ritters abgehackt wird und Blut aus dem Stumpf herausspritzt. In einer anderen Szene stürzt der Herzog vom Cornwall in einen Speer und stirbt. Hiermit wird die Grausamkeit des Krieges dieser Zeit gezeigt. Damit steht Excalibur im Gegensatz zu den Ritterfilmen aus Hollywood der 1950er-Jahre, die sehr „unblutig“ waren, und wo Schlachten keine weiteren Folgen für die Helden hatten. Hiermit wird einer Idealisierung des Mittelalters entgegengewirkt.
Anfang der 1980er-Jahre galt Excalibur als einer der brutalsten Filme überhaupt, da man zu dieser Zeit Blut eher selten in Filmen zeigte, auch wenn dies in anderen Filmen ein unrealistisches Kampfgeschehen zur Folge hatte (zum Beispiel wird der Ritter von einer Lanze durchbohrt, blutet aber nicht, sondern fällt einfach um etc.). Weitere sehr realistische Elemente in Excalibur sind: Während sonst die „Helden“ auch nach vielen Anstrengungen und Kämpfen keine Ermüdungserscheinungen zeigen, ermüden hier die Ritter im Kampf, sie schwanken und ringen in ihren schweren Rüstungen nach Luft. Die Sex-Szenen (besonders die von Uther mit Igraine, nicht ganz so Lancelot mit Guinevra) wirkten für die Betrachter der 1980er-Jahre derb und realistisch, ohne aber pornographisch zu sein (man sieht niemals den Schritt der Akteure).
Die Kostüme und insbesondere die Rüstungen sind sehr phantasievoll gestaltet und nicht an historischen Vorbildern orientiert. Auch hieran wird deutlich, dass es sich bei Excalibur eher um einen Fantasy- als nur um einen Ritterfilm handelt. Die Rüstungen entsprechen vielleicht den Vorstellungen, die man sich in der Romantik von einem idealisierten Mittelalter machte. Auch die Räume der Burgen, hier insbesondere der Saal mit der Tafelrunde, sind detailliert und glaubwürdig gestaltet.
Dagegen fällt die Qualität der architektonischen Gestaltung der Gebäude von außen durch den Einsatz von Visual Effects sehr stark ab. Die Burg Tintagel ist nur während der Nacht und sehr kurz einmal vollständig im Bild zu sehen. Camelot wird nur einmal sehr kurz und aus weiter Ferne vollständig gezeigt. Die Darstellung der Architektur ist in dem Film Der erste Ritter dagegen viel eindrucksvoller. Auch der Turnierplatz vor der Burg wirkt in Excalibur im Vergleich zu dem Film Die Ritter der Tafelrunde aus den 1950er-Jahren sehr bescheiden. Ursache hierfür war das wohl vergleichsweise geringe Budget des Films, das weder aufwendige Matte Paintings noch Massenszenen zuließ.

### Musik
Wie Georg Seeßlen schreibt, kann der Einsatz von Musik in Excalibur durch „viel Wagner und ein wenig Orff“ charakterisiert werden.
Zwei Szenen illustrieren diesen Einsatz von Musik besonders gut:
Merlin und Morgana stehen während der Heirat von Arthus und Guenevere außerhalb der Kirche, in der das Kyrie eleison (Herr erbarme dich) gesungen wird. Sowohl der Text dieses Gesangs als auch sein geradezu hypnotischer Rhythmus symbolisieren die Ersetzung der alten Naturreligion durch das Christentum, das immer mehr Anhänger gewinnt. Die Mächte der Magie und Mystik verlassen dagegen diese Welt, was auch im Dialog zwischen Merlin und Morgana deutlich wird.
Der Ausritt von Artus mit seinen Rittern zum Kampf gegen Mordred wird durch die Musik der Carmina Burana von Carl Orff begleitet.
Aus Werken von Richard Wagner werden vor allem verwendet: ein Teil von Siegfrieds Trauermarsch aus Götterdämmerung als Hauptthema, Einleitungs- und Schlussmusik, das Vorspiel zu Tristan und Isolde als Liebesthema zwischen Lancelot und Guinevere und das Vorspiel zu Parsifal als Thema zu Perceval und der Gral.

### Dramaturgie
Der Film Excalibur ist von der Handlung her wenig geschlossen. Diese umfasst praktisch ein Menschenleben und reicht von der Vorgeschichte und Zeugung über den Aufstieg bis zum Tod Artus’. Demnach kann der Film in drei Akte eingeteilt werden:
1. Vorgeschichte, Zeugung und Geburt Artus’
2. Aufstieg Artus’ bis zum Umschlag ins Unglück: Merlin wird im Kristall eingeschlossen, Lancelot und Guenevere lieben einander, Artus verfällt in Siechtum
3. Fall und Tod Artus’

Den jeweiligen Akten sind entsprechend dominierende Farben zugeordnet (rot, grün, braun). Insbesondere der erste und der zweite Akt werden durch die Figur Merlins zusammengehalten; er sorgt für Kontinuität.
Die Personenkonstellation wechselt mehrfach im Verlauf des Films:
Während der Vorgeschichte werden Uther und Merlin als Helden dargestellt, die in einer Art von Lehrer-Schüler-Verhältnis zueinander stehen. Im zweiten Akt sind zunächst Artus und Merlin die Hauptpersonen, deren Verhältnis demjenigen von Uther und Merlin ähnelt. Später wird eine klassische Dreiecksgeschichte zwischen Artus, Lancelot und Guenevere gezeigt, während Merlin in den Hintergrund tritt. Während der Zeit der Gralssuche am Beginn des dritten Aktes tritt Artus völlig zurück und Parzival ist der einzige Held. Am Ende des Films ist wieder Artus die Hauptperson.
Der Point-of-View dieses Films ist der des auktorialen Erzählers, wobei identifikatorische Nähe zu bestimmten Personen hergestellt wird, zu Uther, Artus, Lancelot und Parzival.
Obwohl Merlin eine entscheidende Rolle in diesem Film spielt, wird keine identifikatorische Nähe zu ihm hergestellt. Seine Handlungsmotivation wird nur selten erläutert, er taucht überraschend auf und verschwindet wieder. Dies zeigt sich besonders im Vergleich zum TV-Film Merlin (USA 1998), wo tatsächlich eine identifikatorische Nähe zu dieser Figur hergestellt wird. Daher ist die häufig in Rezensionen geäußerte Meinung falsch, dass Merlin die eigentliche Hauptperson dieses Films sei.
Der Wechsel der Hauptpersonen und des Point-of-View mag dazu beigetragen haben, dass der Film beim ersten Sehen wenig geschlossen erscheint und eher wie eine Ansammlung von Episoden wirkt.
Die Handlung wird streng linear erzählt, Vorgriffe und Rückblenden kommen nicht vor. Da der Film ein ganzes Menschenalter umfasst, muss die erzählte Zeit mittels Auslassungen stark gerafft werden. Die nicht gezeigten Ereignisse werden durch Dialoge erläutert, so dass der Zuschauer weiß, wie viel Zeit vergangen ist und was passiert ist. Beispiele hierfür sind die Kindheit und Jugend Artus’, sein Kampf gegen seine zahlreichen Feinde und die langen friedlichen Jahre. Teilweise werden auch filmische Metaphern eingesetzt, um die ausgelassenen Ereignisse zu verdeutlichen. In einer Szene jubeln bewaffnete Ritter Artus zu, wo er dann erläutert, dass sie jetzt alle ihre Feinde besiegt haben. In einer anderen Szene steht ein reich gedeckter Tisch für Wohlstand und Frieden im Land (s. o.).

### Interpretation
Die Handlungen der Figuren können in zweifacher Weise erklärt werden, auf einer psychologischen und einer mythologischen Ebene.

#### Psychologische Interpretation
Einerseits werden die Figuren im Drehbuch so dargestellt, dass ihre Handlungen psychologisch stimmig sind. So ist beispielsweise das Motiv für Morgana, Unfrieden zu stiften, Rache. Denn sie musste als Kind den Tod ihres Vaters, des Herzogs von Cornwall, mit ansehen. Da sie sich nicht mehr an Uther rächen kann, tut sie dies an Artus, seinem Sohn, und Merlin, der die betrügerische Kindszeugung ermöglichte. So entzweit sie Artus und Lancelot und belegt Artus schließlich mit demselben Zauber, dem auch ihre Mutter unterworfen war, als sie Uther empfing. Auf dieser psychologischen Ebene ist offensichtlich, dass Artus in Trübsal verfällt: wegen des „Verrats“ von Lancelot und Guenevere an ihm. Demnach wäre die Gralssuche nur ein blinder Aktionismus, um ebendiese Trauer zu überspielen. Wie Seeßlen meint, ist sie eigentlich sinnlos, da das Geheimnis des Grals nur eine Banalität offenbart: „Der König und das Land sind eins“.

#### Mythologische Interpretation
Daneben existiert in diesem Film aber auch noch eine mythologische Ebene, die nicht vollständig in der psychologischen aufgeht. So sind zum Beispiel die Erlebnisse Parzivals auf der Gralssuche, die Gesundung Artus’ und sein Kampf gegen Mordred nicht vollständig durch die Psychologie zu erklären. Für die Erklärung dieser Ebene können literaturwissenschaftliche Untersuchungen zum Komplex der Arthussage herangezogen werden. Wie die Anglistik nachgewiesen hat, besteht diese aus mehreren Schichten. Die ältesten gehen auf keltische Mythen zurück, die später christianisiert wurden. Dort ist der Gral ein Symbol für die Fruchtbarkeit des Landes an sich, der dem Heiligen König überreicht wurde, der zugleich oberster Priester ist und die Fruchtbarkeit des Landes repräsentiert. Er wird nur für eine bestimmte Zeit in sein Amt eingesetzt und muss dann seinem Nachfolger weichen, wenn dieser ihn im Kampf besiegen kann. Nach dieser Interpretation hat der teilweise christianisierte König Artus den Zeitpunkt der Machtübergabe verpasst. Aus diesem Grund siechen er und das Land dahin. Er sagt selbst einmal im Film: „Ich kann nicht leben und ich kann nicht sterben“. Erst als Parzival ihm das Geheimnis des Grals mitteilt „Der König und das Land sind eins“, weiß Artus, was er zu tun hat: Er muss sich dem Kampf mit seinem potenziellen Nachfolger und Sohn Mordred stellen. Jetzt blüht auch das Land wieder auf. Da aber die Zeit der alten Naturreligion unwiderruflich vorbei ist, sterben beide Kontrahenten.
In zahlreichen Filmen thematisiert Boorman den Verlust der Verbundenheit des Menschen mit der Natur, zum Beispiel in Deliverance (USA 1971) und Der Smaragdwald (USA 1985). Daher ist die Annahme plausibel, dass auch Excalibur in dieser Hinsicht interpretiert werden kann.
Dieser Verlust manifestiert sich in Excalibur in zweierlei Hinsicht:
1. Im Verschwinden der Magie aus der Welt (Merlin, Morgana). Merlins Magie des „Drachen“ wird als eine Art pantheistische Religion bzw. Naturvorstellung gedeutet.
2. Im Aufkommen des Christentums

Allerdings kommt es in Excalibur auch nicht zu einer Idealisierung der Natur bzw. der „alten Zeit“ der Magie, die ein naturverbundenes Leben repräsentieren.
Insbesondere die Grausamkeit der Menschen, die exemplarisch durch Einsatz von Special Effects in den Schlachtszenen gezeigt wird, macht deutlich, dass diese Zeit durchaus nicht idyllisch war. Dies entspricht dem Film Deliverance, wo zwar einerseits der Verlust der Verbundenheit des Menschen mit der Natur beklagt wurde, aber andererseits auch die eher naturverbundenen „Hinterwäldler“ nicht positiv dargestellt werden.

## Hintergrund
Der britische Regisseur John Boorman wählte damals weithin unbekannte Darsteller aus, die mittlerweile international bekannt sind, darunter Liam Neeson, Ciarán Hinds, Patrick Stewart und Gabriel Byrne.
Der Film gilt auch als Familienprojekt, da Boorman drei seiner vier Kinder – Charley Boorman, Katrine Boorman und Telsche Boorman – als Darsteller gewinnen konnte.
Ursprünglich wollte Boorman Der Herr der Ringe von Tolkien verfilmen, doch aufgrund der technischen und finanziellen Anforderungen sowie Problemen mit den Rechteinhabern konnte er dieses Vorhaben nicht realisieren.
Excalibur hatte am 10. April 1981 seine Premiere. Die bundesdeutsche Erstaufführung erfuhr der Film am 29. Oktober 1981. In den Kinos der DDR lief er am 16. Mai 1986 unter dem Titel Excalibor – Das Schwert des Königs an.

## Auszeichnungen
Excalibur war für die Goldene Palme der Internationalen Filmfestspiele von Cannes 1981 als „Bester Film“ nominiert, gewonnen hat Der Mann aus Eisen von Andrzej Wajda. Regisseur John Boorman wurde aber für den besten künstlerischen Beitrag ausgezeichnet.
Ein Jahr später erhielt Excalibur eine Oscar-Nominierung in der Kategorie „Beste Kamera“.

## Synchronisation
| Rolle           | Schauspieler     | Synchronsprecher |
| --------------- | ---------------- | ---------------- |
| König Artus     | Nigel Terry      | Randolf Kronberg |
| Morgana         | Helen Mirren     | Rita Engelmann   |
| Lancelot        | Nicholas Clay    | Frank Glaubrecht |
| Guenevere       | Cherie Lunghi    | Evelyn Maron     |
| Parsifal        | Paul Geoffrey    | Wolfgang Pampel  |
| Merlin          | Nicol Williamson | Horst Schön      |
| Uther Pendragon | Gabriel Byrne    | Joachim Kerzel   |
| Igerne          | Katrine Boorman  | Anita Lochner    |
| Kay             | Niall O’Brien    | Norbert Gescher  |
| Leondegrance    | Patrick Stewart  | Harald Dietl     |
| Lot             | Ciarán Hinds     | Claus Jurichs    |
| Mordred (jung)  | Charley Boorman  | Frank Schröder   |

## Kritiken
„‚Excalibur‘ wurde in den herben, düsteren Landschaften Irlands gedreht, die ihren Teil zu der mystischen Aura des Stoffes beitragen.“

„Als sich sein „Herr der Ringe“-Projekt zerschlug, drehte John Boorman („Zardoz“) dieses bildgewaltige Fantasyepos. Fazit: Pompös, unheilvoll: Artus trifft Wagner“

„Spannender, brillant fotografierter Abenteuerfilm um König Arthur und die Ritter der Tafelrunde. Die bildhaften Effekte sind dem Regisseur allerdings wichtiger als eine Vertiefung des geistigen Hintergrunds und des Symbolgehaltes. Die maßvolle Selbstironie des Dialogs verhindert ein Abgleiten in kitschiges Pathos.“

## Trivia
Merlins beliebter Zauberspruch, die Weltformel oder der Schöpfungszauber, wurde in diesem Film erstmalig verwendet.
Die Beschwörung des Drachen wird im Film auf Altirisch aufgesagt und lautet: Anál nathrach, orth’ bháis’s bethad, do chél dénmha.
Die Übersetzung lautet: Atem des Drachens, Zauber von Tod und Leben, dein Omen der Schöpfung.
Dieser Zauberspruch wird gerne von neuzeitlichen Druiden aufgegriffen, taucht aber auch im Science-Fiction-Abenteuerfilm Ready Player One auf.